# Verena Peter
 (janvier 2022).
Si vous disposez d'ouvrages ou d'articles de référence ou si vous connaissez des sites web de qualité traitant du thème abordé ici, merci de compléter l'article en donnant les références utiles à sa vérifiabilité et en les liant à la section « Notes et références ».
Pour les articles homonymes, voir Peter.
Verena Peter, née le 24 septembre 1954  à Bâle, est une actrice allemande.

## Biographie et carrière
Verena Peter a appris le métier d'actrice à l'Université des arts de Berlin et a commencé sa carrière au théâtre où elle a travaillé, entre autres, avec Hans Neuenfels. Verena Peter a participé à plusieurs productions cinématographiques et télévisuelles. Elle a, occasionnellement été chanteuse. Elle a tourné plusieurs rôles dans la série policière Inspecteur Derrick.

## Filmographie partielle

### Séries télévisées
- 1980 : Derrick : Du sang dans les veines (Der Tod sucht Abonnenten)
- 1981 : Derrick : Une vieille histoire (Eine ganz alte Geschichte)
- 1983 : Derrick : Dernier rendez-vous (Tödliches Rendez-vous)
- 1984 : Derrick : Jeu de mort (Ein Spiel mit dem Tod)
- 1985 : Derrick : Maître Prestel (Stellen Sie sich vor, man hat Dr. Prestel erschossen)
- 1986 : Le Renard :
- 1988 : La Clinique de la Forêt-Noire : Dr. Karin Plessers
- 1995 : Tatort : Rückfällig